# IGN
IGN.com er en websted på engelsk der blandt andet anmelder computerspil, film og tv-serier, samt udbyder nyheder, snydekoder, mm.